# Samo mi se spava
Samo mi se spava (dosł. Tylko chce mi się spać) – singiel serbskiego piosenkarza Luke'a Blacka, wydany cyfrowo 2 lutego 2023. Piosenkę skomponował Luka Ivanović.
Utwór reprezentował Serbię w 67. Konkursie Piosenki Eurowizji.

## Lista utworów
| Digital download / media strumieniowe | Digital download / media strumieniowe | Digital download / media strumieniowe |
| Nr                                    | Tytuł utworu                          | Długość                               |
| ------------------------------------- | ------------------------------------- | ------------------------------------- |
| 1.                                    | „Samo mi se spava”                    | 2:53                                  |

## Tło
Black stworzył piosenkę w kwietniu 2020 roku z pomocą libańskiego przyjaciela Majeda Kfouriego. W utworze opisał izolację od świata podczas pandemii COVID-19. Stwierdził również, że „piosenka mówi o ludziach, którzy muszą się obudzić, ponieważ zło mnoży się, gdy ludzie mają na nie zamknięte oczy”.
Długo zwlekał z publikacją piosenki, jednak po sukcesie awant-popowego utworu „In corpore sano” Konstrakty, który reprezentował Serbię w 66. Konkursie Piosenki Eurowizji w maju 2022, postanowił zgłosić się na kolejny konkurs. Z kompozycją zwyciężył w finale programu Pesma za Evroviziju 2023, dzięki czemu reprezentowała Serbię w 67. Konkursie Piosenki Eurowizji w maju 2023 roku w Liverpoolu.

## Pozycje na listach
| Notowanie (2023)                              | Najwyższa pozycja |
| --------------------------------------------- | ----------------- |
| Armenia (Apple Music)                         | 197               |
| Armenia (Apple Music: Pop Top 200)            | 68                |
| Austria (Apple Music)                         | 160               |
| Austria (Apple Music: Pop Top 200)            | 61                |
| Austria (Spotify Viral)                       | 11                |
| Austria (iTunes)                              | 56                |
| Belgia (Spotify Viral)                        | 24                |
| Belgia (Apple Music)                          | 168               |
| Belgia (Apple Music: Pop Top 200)             | 65                |
| Białoruś (Apple Music)                        | 115               |
| Białoruś (Apple Music: Pop Top 200)           | 61                |
| Chorwacja (Deezer)                            | 32                |
| Chorwacja (Apple Music)                       | 84                |
| Chorwacja (Apple Music: Pop Top 200)          | 37                |
| Cypr (Apple Music)                            | 99                |
| Cypr (Apple Music: Pop Top 200)               | 33                |
| Czechy (Spotify Viral)                        | 17                |
| Dania (Spotify Viral)                         | 21                |
| Estonia (Spotify Viral)                       | 10                |
| Estonia (Apple Music)                         | 47                |
| Estonia (Apple Music: Pop Top 200)            | 29                |
| Finlandia (Apple Music)                       | 24                |
| Finlandia (Apple Music: Pop Top 200)          | 16                |
| Finlandia (Spotify Viral)                     | 5                 |
| Finlandia (Deezer)                            | 20                |
| Grecja (Spotify Viral)                        | 24                |
| Grecja (Apple Music: Pop Top 200)             | 139               |
| Hiszpania (Spotify Viral)                     | 21                |
| Hiszpania (iTunes)                            | 57                |
| Hiszpania (iTunes: Pop Top 200)               | 19                |
| Holandia (Apple Music)                        | 107               |
| Holandia (Apple Music: Pop Top 200)           | 64                |
| Holandia (Spotify Viral)                      | 19                |
| Holandia (iTunes: Pop Top 200)                | 64                |
| Islandia (Spotify Viral)                      | 9                 |
| Islandia (Apple Music: Pop Top 200)           | 56                |
| Irlandia (Spotify Viral)                      | 27                |
| Izrael (Spotify Viral)                        | 15                |
| Izrael (iTunes)                               | 19                |
| Kostaryka (iTunes)                            | 7                 |
| Kostaryka (iTunes: Pop Top 200)               | 7                 |
| Litwa (Apple Music)                           | 22                |
| Litwa (Apple Music: Pop Top 200)              | 18                |
| Litwa (Spotify Viral)                         | 7                 |
| Luksemburg (Apple Music: Pop Top 200)         | 97                |
| Łotwa (Apple Music)                           | 178               |
| Łotwa (Apple Music: Pop Top 200)              | 67                |
| Łotwa (Spotify Viral)                         | 43                |
| Macedonia Północna (Apple Music: Pop Top 200) | 84                |
| Malta (Apple Music)                           | 81                |
| Malta (Apple Music: Pop Top 200)              | 47                |
| Mołdawia (Apple Music: Pop Top 200)           | 108               |
| Niemcy (Apple Music: Pop Top 200)             | 92                |
| Norwegia (Spotify Viral)                      | 16                |
| Norwegia (Deezer)                             | 1                 |
| Norwegia (Apple Music)                        | 194               |
| Norwegia (Apple Music: Pop Top 200)           | 99                |
| Polska (Apple Music)                          | 90                |
| Polska (Apple Music: Pop Top 200)             | 45                |
| Polska (Spotify Viral)                        | 16                |
| Polska (iTunes)                               | 67                |
| Polska (iTunes: Pop Top 200)                  | 33                |
| Polska (Deezer)                               | 22                |
| Portugalia (Spotify Viral)                    | 56                |
| Portugalia (iTunes)                           | 55                |
| Portugalia iTunes: Pop Top 200)               | 17                |
| Rumunia (Spotify Viral)                       | 80                |
| Rumunia (iTunes)                              | 9                 |
| Serbia (Apple Music)                          | 5                 |
| Serbia (Apple Music: Pop Top 200)             | 2                 |
| Serbia (Tidal)                                | 21                |
| Serbia (Deezer)                               | 10                |
| Słowenia (Apple Music)                        | 180               |
| Słowenia (Apple Music: Pop Top 200)           | 39                |
| Szwajcaria (Spotify Viral)                    | 22                |
| Szwajcaria (iTunes: Pop Top 200)              | 95                |
| Szwecja (Apple Music)                         | 31                |
| Szwecja (Apple Music: Pop Top 200)            | 187               |
| Szwecja (Spotify Viral)                       | 20                |
| Szwecja (iTunes)                              | 6                 |
| Szwecja (iTunes: Pop Top 200)                 | 6                 |
| Świat (Spotify Viral)                         | 23                |
| Ukraina (iTunes: Pop Top 200)                 | 142               |
| Ukraina (Spotify Viral)                       | 32                |
| Wielka Brytania (Spotify Viral)               | 36                |
| Wielka Brytania (iTunes: Pop Top 200)         | 76                |
| Turkmenistan (Apple Music: Pop Top 200)       | 187               |
| Włochy (Spotify Viral)                        | 18                |